# هیلده کراوینکل اسپرلینگ
 هیلده کراوینکل اسپرلینگ (انگلیسی: Hilde Krahwinkel Sperling؛ زاده ۲۶ مارس ۱۹۰۸ درگذشته ۷ مارس ۱۹۸۱) یک تنیس‌باز اهل دانمارک بود.